# Kvantno število skupne vrtilne količine
Kvantno število skupne vrtilne količine (oznaka {\displaystyle \mathbf {j} \,} ) je sestavljeno iz tirnega ( {\displaystyle {\boldsymbol {\ell }}\,} ) in spinskega kvantnega števila  ( {\displaystyle s\,} ):
{\displaystyle \mathbf {j} ={\boldsymbol {\ell }}+s\,}
Pripadajoče kvantno število skupne vrtilne količine ( {\displaystyle \mathbf {j} \,} ) lahko zavzame vrednosti 
{\displaystyle |\ell -s|\leq j\leq \ell +s\,}
kjer je
- {\displaystyle \ell \,} tirno kvantno število
- {\displaystyle s\,} spinsko kvantno število

Povezava med vektorjem skupne vrtilne količine in njegovim kvantnim številom je:
{\displaystyle \Vert \mathbf {j} \Vert ={\sqrt {j\,(j+1)}}\,\hbar }
Projekcija vektorja skupne vrtilne količine na os-z pa je
{\displaystyle j_{z}=m_{j}\,\hbar }
kjer je
- {\displaystyle \hbar \,} reducirana Planckova konstanta ({\displaystyle h/2\pi \,})
- {\displaystyle m_{j}\,} projekcija vektorja skupne vrtilne količine na os-z

Vrednosti za {\displaystyle m_{j}\,} lahko zavzamejo samo vrednosti {\displaystyle m_{j}=-j,-j+1,\dots ,j\,} pri tem pa mora veljati tudi {\displaystyle m_{j}=m_{l}+m_{s}\,}.